# Placogorgia mirabilis
Placogorgia mirabilis är en korallart som beskrevs av Elisabeth Deichmann 1936. Placogorgia mirabilis ingår i släktet Placogorgia och familjen Plexauridae. Inga underarter finns listade i Catalogue of Life.